# Kunga
El pastel de mosquitas, llamado localmente kunga o kungu; es un alimento de África Oriental compuesto por miles de moscas o mosquitas pequeñas densamente comprimidas hasta hacerse una masa. Con esta masa se fríen en hamburguesas, o bien se secan y rallar partes de él en guisos para aportar sabor umami. Es considerado un alimento de supervivencia, y particularmente una solución contra las plagas, puesto que grandes enjambres de mosquitos suelen causar problemas importantes en la población. Enormes grupos de Chaoborus edulis se pueden formar en los alrededores del lago Malaui (entre Tanzania, Malaui y Mozambique); la gente los convierte en kungas como una «rica fuente de proteína» que se come «con gran entusiasmo». Para atrapar las moscas, se unta un sartén con aceite, y luego se agita hábilmente por los enjambres. El explorador David Livingstone (1865) afirmó que «tenían un sabor similar al caviar». La entomóloga estadounidense May Berenbaum analiza la situación en la que grandes enjambres de estos mosquitos pueden causar problemas importantes a las poblaciones locales. 